# Faux (Dordonha)
Faux é uma comuna francesa na região administrativa da Nova Aquitânia, no departamento de Dordonha. Estende-se por uma área de 16,07 km². Em 2010 a comuna tinha 649 habitantes (densidade: 40,4 hab./km²).